# Julia Wallach
Pour les articles homonymes, voir Wallach et Kac.
Julia Wallach, née Kac le 14 juin 1925 à Paris, est une ancienne déportée et survivante des centres d'extermination nazis, connue pour ses témoignages, ainsi que par les films de sa petite-fille Frankie Wallach, et par ses écrits.

## Biographie
Elle est née à Paris le 14 juin 1925, fille unique d’un couple d’émigrants juifs polonais venus de Varsovie, et a passé son enfance à Ménilmontant. 
Le 24 avril 1943, elle est déportée à Drancy. Tatouée du numéro 46540, elle est transférée à Auschwitz. Devenue orpheline, elle s’évade le 24 avril 1945 lors d’une marche de la mort, quelques jours avant la libération du camp par l’armée soviétique, et est recueillie par des soldats américains. 
Le 27 juin 1946, elle se marie avec Marcel Wallach, lui-même ancien déporté devenu également orphelin. Ils ont deux enfants puis des petits-enfants, dont la comédienne et cinéaste Frankie Wallach. Celle-ci la met en scène dans deux films,  dans Kneider diffusé en 2017,,, puis Trop d’amour, diffusé en 2021. Elle témoigne en milieu scolaire et co-écrit également avec Pauline Guéna, Dieu était en vacances, publié par Grasset et diffusé en 2021,. 
Elle est décorée en janvier 2022 du grade de chevalier de la Légion d'honneur par l’historien Serge Klarsfeld.